# Cantone di Aire-sur-l'Adour
Il Cantone di Aire-sur-l'Adour era una divisione amministrativa dell'arrondissement di Mont-de-Marsan.
È stato soppresso a seguito della riforma complessiva dei cantoni del 2014, che è entrata in vigore con le elezioni dipartimentali del 2015.
Comprendeva i comuni di:
- Aire-sur-l'Adour
- Bahus-Soubiran
- Buanes
- Classun
- Duhort-Bachen
- Eugénie-les-Bains
- Latrille
- Renung
- Saint-Agnet
- Saint-Loubouer
- Sarron
- Vielle-Tursan